# Farriar
Farriar es la ciudad capital del Municipio Veroes, se encuentra ubicada en la zona baja de Yaracuy, siendo el segundo pueblo que se encuentra en la ruta veroense luego de pasar "El Chino". La mayoría de sus moradores son de origen afrodescendiente, llegados a estas tierras a través de la trata de esclavos para trabajar en las plantaciones de cacao. Tiene una extensión de 1.059 km² y, para el año 2015, se estimó una población de 30 462 habitantes con base al censo realizado en el año 2011.

## Geografía
Situada en las márgenes bajas del río Yaracuy, es susceptible de sufrir —al igual que los otros pueblos allende— inundaciones cíclicas que se han venido incrementando debido a la explotación de minerales granulares (arena y grava), tanto en el propio río Yaracuy (en su parte alta) como en sus tributarios.
Sus límites son: al norte, con la población de Palmarejo; al sur, con la población de El Chino; al este, con el río Yaracuy; y al oeste, con Pueblo Nuevo.

### Hidrografía
La población es regada por el río Yaracuy, el cual alimenta los pozos que suministran agua para el consumo humano.

### Clima
Goza de un clima tropical seco, con una temperatura promedio anual de 32 °C y una humedad relativa que oscila entre el 76 % y el 83 %.

## Economía
La población farrialeña es prácticamente agrícola, cosechándose en sus tierras la caña de azúcar y las musáceas con mayor énfasis, así como también hortalizas.
En el ámbito industrial, se encuentra el Central Azucarero Veroes que en la actualidad no funciona, así como también una planta procesadora de yuca amarga (Manihot esculenta) y una planta de lácteos en la cercana población de Pueblo Nuevo.
En Farriar, por ser capital del municipio, se asientan los poderes públicos de la localidad (Alcaldía) siendo esta organización un importante generador de puestos de trabajo, al igual que las escuelas y un reducido comercio que surte a la localidad de alimentos y mercancías varias.

## Cultura

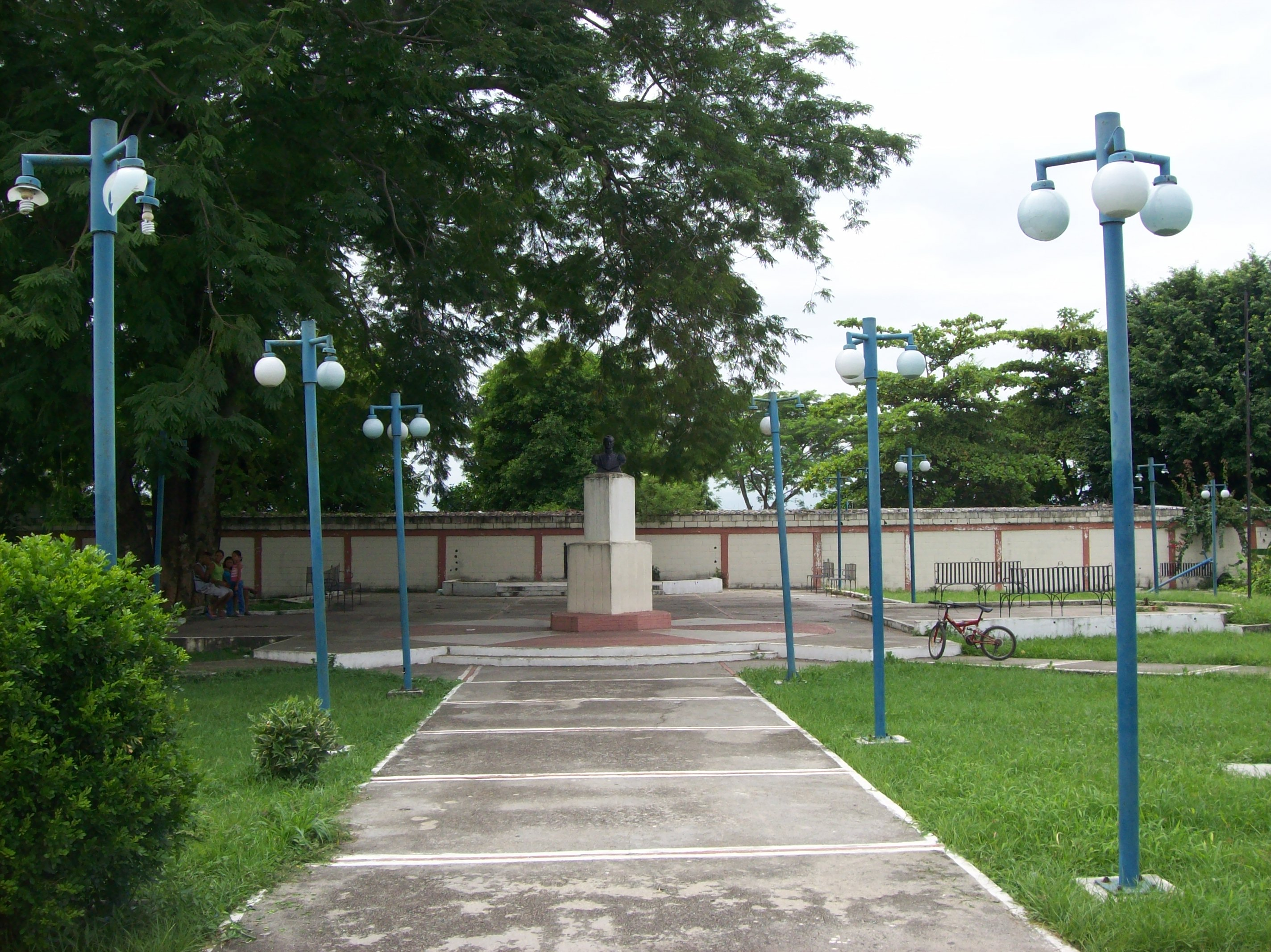
Plaza Bolívar de Farriar.

La cultura de la región es rica en tradiciones, con una marcada influencia africana. Sus habitantes —al igual que todos los pueblos veroenses— se suman con entusiasmo a la gran algarabía de la parranda bautista. Este parrandón de San Juan Bautista comienza con una antesala tempranera en la localidad de Agua Negra, el mismo 1 de junio, para luego ir afinando tambores y sangreos hasta el 23 de junio. En esa fecha, la zona negra es visitada por una gran cantidad de personas provenientes de otras comunidades, quienes se suman con júbilo a las fiestas patronales del 24 de junio, que culminan al filo de la medianoche.
Vale destacar que estas celebraciones son amenizadas no solo por agrupaciones regionales, sino también por otras provenientes de diversos lugares del país. A ello se suman fuegos artificiales, bailes de sirenas y otras expresiones festivas. Sin lugar a dudas, las fiestas patronales de Veroes, junto a sus tambores mágicos, constituyen uno de los más ricos legados culturales del Estado Yaracuy.